# 1987 في إيطاليا
فيما يلي قوائم الأحداث التي وقعت خلال عام 1987 في إيطاليا.

## سياسة

### تعيين في المنصب
- 1 يناير – إلونا ستالر عضو مجلس النواب في الجمهورية الإيطالية.
- 17 أبريل – أمنتوري فانفاني رئيس وزراء إيطاليا،وزير الداخلية الإيطالي ‏.
- 14 يونيو – دومينيكو مودونيو عضو مجلس النواب في الجمهورية الإيطالية.
- 28 يوليو – جوليانو أماتو نائب رئيس مجلس الوزراء الإيطالي [الإنجليزية]‏، Minister of Treasury ‏.
- 28 يوليو – جيوفاني جوريا رئيس وزراء إيطاليا.
- 28 يوليو – سيرجيو ماتاريلا Italian Minister for Parliamentary Relations ‏.

### انتهاء فترة المنصب
- 17 أبريل – أمنتوري فانفاني رئيس مجلس الشيوخ الإيطالي [الإنجليزية]‏،رئيس وزراء إيطاليا.
- 17 أبريل – بتينو كراكسي رئيس وزراء إيطاليا.

## رياضة
- 13 يونيو – طواف إيطاليا 1987
- 6 سبتمبر – بطولة العالم لألعاب القوى 1987

## أفلام
من الأفلام التي صدرت هذه السنة في إيطاليا:
- 29 أكتوبر – الإمبراطور الأخير من إخراج برناردو برتولوتشي.[1]

## مواليد

### يناير
- 6 يناير – جيانلوكا ناسو لاعب كرة مضرب إيطالي.
- 7 يناير – دافيدي أستوري لاعب كرة قدم إيطالي.[2]
- 9 يناير – ميشيل رينالدي لاعب كرة قدم إيطالي.[3]
- 12 يناير – سالفاتوري سيريغو لاعب كرة قدم إيطالي.[4]
- 13 يناير – دانيال أوس درّاج طريق إيطالي.
- 20 يناير – ماركو سيمونسيلي متسابق دراجات نارية إيطالي.[5]
- 26 يناير – سيباستيان جيوفينكو لاعب كرة قدم إيطالي.[6]
- 27 يناير – أندريا كونسيلي لاعب كرة قدم إيطالي.[7]

### فبراير
- 9 فبراير – دافيدي لانزافامي لاعب كرة قدم إيطالي.[8]
- 9 فبراير – ميركو غوادالوبي لاعب كرة قدم إيطالي.[9]
- 11 فبراير – لوكا أنتونيلي لاعب كرة قدم إيطالي.[10]
- 28 فبراير – أنطونيو كاندريفا لاعب كرة قدم إيطالي.[11]

### مارس
- 5 مارس – فابيو كيرافولو لاعب كرة قدم إيطالي.[12]
- 12 مارس – مانويل بوارو درّاج طريق إيطالي.[13]
- 25 مارس – رافاييلي دي روزا متسابق دراجات نارية إيطالي.

### أبريل
- 6 أبريل – ساندي لانيلا لاعبة كرة قدم إيطالية.[14]
- 10 أبريل – أليسيو مانزوني لاعب كرة قدم إيطالي.[15]
- 14 أبريل – دانييلي ماغرو لاعب كرة سلة إيطالي.
- 15 أبريل – نيكولا بيلمونتي لاعب كرة قدم إيطالي.[16]
- 24 أبريل – دانييلي روسي متسابق دراجات نارية إيطالي.
- 24 أبريل – سيموني كورسي متسابق دراجات نارية إيطالي.[17]
- 29 أبريل – ساره إيراني لاعبة كرة مضرب إيطالية.

### مايو
- 1 مايو – ليوناردو بونوتشي لاعب كرة قدم إيطالي.[18]
- 10 مايو – دانييلي ديسينا لاعب كرة قدم إيطالي.[19]
- 17 مايو – ألياندرو روسي لاعب كرة قدم إيطالي.[20]
- 24 مايو – فابيو فونيني لاعب كرة مضرب إيطالي.[21]

### يونيو
- 16 يونيو – فيديريكو ديونيزي لاعب كرة قدم إيطالي.[22]
- 19 يونيو – ساشا مودولو درّاج طريق إيطالي.
- 25 يونيو – كلاوديو كورتي متسابق دراجات نارية إيطالي.
- 28 يونيو – كارين كناب لاعبة كرة مضرب إيطالية.

### يوليو
- 7 يوليو – ماتيو فيولا لاعب كرة مضرب إيطالي.
- 11 يوليو – دافيدي مالاكارني درّاج طريق إيطالي.
- 23 يوليو – أليسيو تشيرتشي لاعب كرة قدم إيطالي.[23]

### أغسطس
- 10 أغسطس – لورنزو زانيتي متسابق دراجات نارية إيطالي.
- 14 أغسطس – جاكوبو غوارنييري دراج إيطالي.

### سبتمبر
- 11 سبتمبر – روبرت أكوافريسكا لاعب كرة قدم إيطالي.[24]
- 16 سبتمبر – سيلفيا سارني لاعبة كرة سلة إيطالية.
- 28 سبتمبر – سيرجيو رومانو لاعب كرة قدم إيطالي.
- 30 سبتمبر – ماركو روسي لاعب كرة قدم إيطالي من مواليد 1987.

### أكتوبر
- 5 أكتوبر – لويجي فيتالي لاعب كرة قدم إيطالي.[25]
- 12 أكتوبر – داميانو كاروسو درّاج طريق إيطالي.
- 24 أكتوبر – فريدريك بياجي متسابق دراجات نارية إيطالي.

### نوفمبر
- 6 نوفمبر – نيكولو كامبرياني لاعب رماية إيطالي.
- 18 نوفمبر – جوليا جاتو مونتيكوني لاعبة كرة مضرب إيطالية.
- 27 نوفمبر – لويجي داتوم لاعب كرة سلة إيطالي.

### ديسمبر
- 14 ديسمبر – إليسا صيدناوي[26]
- 19 ديسمبر – دانيال هاكيت لاعب كرة سلة إيطالي.
- 27 ديسمبر – أندريا أرنابولدي لاعب كرة مضرب إيطالي.
- 31 ديسمبر – لوكا موريلي متسابق دراجات نارية إيطالي.

## وفيات

### يناير
- 1 يناير – جيانكارلو مارينيللي (مواليد 1915) لاعب كرة سلة إيطالي.[27]
- 1 يناير – غويدو سالا (مواليد 1928) متسابق دراجات نارية إيطالي.
- 5 يناير – أمبروجيو بورتالوبي (مواليد 1943) درّاج طريق إيطالي.
- 18 يناير – ريناتو غوتوسو (مواليد 1911) رسام إيطالي.[28]
- 29 يناير – جوزيبي فيراري (مواليد 1910) لاعب ومدرب كرة قدم إيطالي.

### أبريل
- 11 أبريل – بريمو ليفي (مواليد 1919)[29]

### مايو
- 27 مايو – فدريكو الاسيو (مواليد 1914) لاعب كرة قدم إيطالي.

### أكتوبر
- 26 أكتوبر – ألدو بوفي (مواليد 1915) لاعب كرة قدم إيطالي.

### ديسمبر
- 22 ديسمبر – لوكا برودان (مواليد 1953) موسيقي أرجنتيني.[30]